# 阿卜杜勒-哈利姆·萨杜拉耶夫
阿卜杜勒-哈利姆·阿布萨拉莫维奇·萨杜拉耶夫（1966年6月2日—2006年6月17日），车臣独立运动领袖，第4任伊奇克里亚车臣共和国总统。
萨杜拉耶夫是车臣人，出生在车臣的阿尔贡。曾进入格罗兹尼大学学习车臣和俄罗斯语文学。1994年第一次车臣战争爆发后，他中断学业，加入抗击俄军入侵的志愿者中。他对伊斯兰神学也有研究。1999年，阿斯兰·马斯哈多夫让萨杜拉耶夫组建伊斯兰教法的宪法改革委员会。随后，马斯哈多夫又任命萨杜拉耶夫为最高伊斯兰法庭的首脑，但萨杜拉耶夫以学识水平不足为由拒绝了这个任命。
在此后的第二次车臣战争中，萨杜拉耶夫率领家乡的民兵继续坚持抗争。1999年俄军占领车臣后，萨杜拉耶夫成为马斯哈多夫最忠诚的指挥官之一。2002年，被指定为马斯哈多夫的继承人。2005年马斯哈多夫阵亡之后，萨杜拉耶夫就任伊奇克里亚车臣共和国总统。他试图整合车臣以外的伊斯兰叛军势力，获得了车臣分离主义乃至整个北高加索地区伊斯兰叛军的支持。在别斯兰人质危机后，他劝说沙米尔·巴萨耶夫不要发动任何大型的恐怖袭击。
2006年6月17日，萨杜拉耶夫在与俄罗斯联邦安全局及卡德罗夫支持者的枪战中阵亡，多卡·乌马罗夫继任总统。